# Солдатов Геннадій Васильович
Геннадій Васильович Солдатов (нар. 22 грудня 1946, м. Ташкент, Узбекистан — 21 лютого 2021, Вінниця) — український художник. Працював у жанрах монументально-декоративного мистецтва і станкового живопису. Член Національної спілки художників України (1992).

## Біографічна довідка
Малювати розпочав у віці 7 років, навчався у художній студії. У 1966 році закінчив Ташкентське художнє училище ім. П. П. Бенькова (педагог з фаху Б. Томкін). У 1971 році закінчив Харківський художньо-промисловий інститут, відділення проектування інтер'єрів (педагоги — Б. Косарев, С. Бесєдін, С. Солодовник, Г. Скоков). Був направлений на роботу у Вінницю. Працював на художньому комбінаті.

## Творчість
Солдатовим реалізовано багато художніх проектів. Його монументальні мозаїчні роботи, вітражі прикрашають Вінницю і область.
Декілька картин художник присвятив будівництву четвертого енергоблоку Чорнобильської АЕС. Одним із улюблених жанрів Солдатова є портрет. Як художник-портретист Геннадій Солдатов є відомим спеціалістом Сумщини.
На замовлення управління культури Сумської облдержадміністрації художник написав портрети видатного психіатра, академіка АН СРСР Євгена Попова, живописця, архітектора і графіка Василя  Кричевського, олімпійського чемпіона, багаторазового чемпіона світу з тяжкої атлетике Леоніда Жаботинського.
Окрема серія творів присвячена авторським враженням від поїздок до Італії.
Картини Солдатова Геннадія прикрашають багато картинних галерей і приватних колекцій в Україні, Росії, Італії, США.
Його твори зберігаються у Вінницькому краєзнавчому та художньому музеях, Кременчуцькому краєзнавчому музеї.
Член Вінницької обласної організації Національної спілки художників України з 1992 року.  
Помер Геннадій Солдатов у Вінниці 21 лютого 2021 року.

## Основні твори
«Тобольск старина» (1973), «Портрет заслуженого художника України М. Чорного» (1992), «Портрет доньки» (1999).
«Пам'яті художника В. Шпаковського» (2005).
«Присвячується другу. Художник Віктор Абрамов» (2006).

## Мозаїка

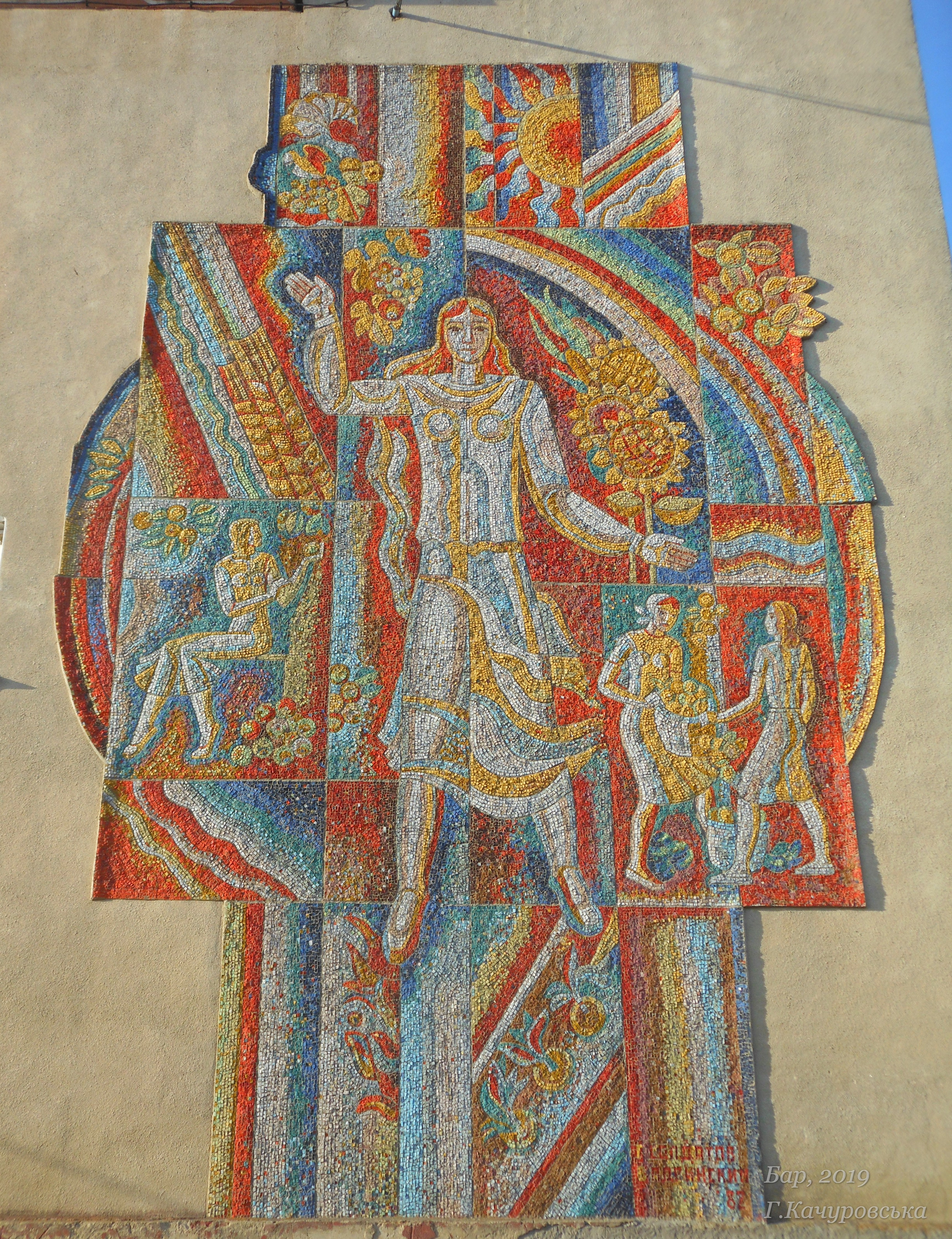
Мозаїка «Дари осені» у Барі

Монументальні мозаїки Генадія Солдатова прикрашають Вінницю та область.
З початку 70-х років ХХ ст. Солдатов активно розпочав працювати над створенням мозаїчних композицій для громадських й промислових споруд Вінниччини.
Серед найбільш відомих робіт Солдатова:
- «Дари осені» (виконавці Г. Солдатов, В. Одринський, смальта, 1200х800, 1982 р., м. Бар),
- «Молодість» (800х800, смальта, Вінниця, Санаторій Військово-повітряних сил, 1983 р.),
- «Роза вітрів» (500х600, смальта, туристичний клуб «Меркурій», Вінниця, вул. Пушкіна, 42, 1986 р.)[7].

Генадій Солдатов створив велику кількість ескізів для навчальних та наукових закладів Вігнниччини:
- Мозаїка на Вінницькому міжрегіональному вищому професійному училищі № 4, вул. Стрілецька 5, створена у 1980-х роках[7],
- «Юність» (400х550, Чечелівська ЗОШ, Гайсинський р-н, 1973 р., співавторство з С. Кочерган),
- Композиція фасаду Бабчинецької ЗОШ,
- «Будівельник» (800х800, Немирівського коледжу будівництва, економіки та дизайну ВНАУ, 1992 р.),
- «Щасливе дитинство» (Дошкільний навчальний заклад «Веселка», 1981 р., співавторство В. Одринський).

Творчість Генадія Солдатова у мозаїці досліджувала Петрова І. В., доцент кафедри всесвітньої історії та археології Донецького національного університету імені Василя Стуса.

## Персональні виставки
Вінниця (2000).
У лютому 2020 року роботи Г. Солдатова презентовано в Вінницькому обласному художньому музеї.
- Літературно-мистецька премія «Кришталева вишня» (2020)[10]